# Lucilio Minerbi
Lucilio Minerbi (* 15. Jahrhundert in Rom; † 16. Jahrhundert) war ein italienischer Lexikograf.

## Leben und Werk
Von Minerbi ist nur bekannt, was er in seinen Werken sagt. Er stammte aus einer römischen Familie, wirkte in Venedig und verfasste ein frühes Glossar des Dekameron (mit 4000 Einträgen), das ihn in eine Reihe stellt mit Niccolò Liburnio (1526), Alberto Accarisi (1543) und Francesco Alunno (1543), die in der Questione della lingua die Doktrin von Pietro Bembo vertraten.

## Werke
- Il Decamerone di M. Giouanni Boccaccio col vocabulario di m. Lucilio Minerbi nuouamente stampato et con somma diligentia ridotto, Venedig 1535
- Il dittionario di Ambrogio Calepino dalla lingua latina nella volgare brevemente ridotto, a commune utilita delli studiosi Giovani et di chiunque altro, che della lingua volgar si diletta, Venedig 1553